# Ексцентрицитет (орбита)
 Тази статия е за астрономията.  За математическия термин вижте Ексцентрицитет (математика).  
В астродинамиката под стандартни условия всяка орбита на тяло е конично сечение. Ексцентрицитетът на това конично сечение, или още орбитален ексцентрицитет е важен параметър, който определя формата на орбитата. Ексцентричността определя в каква степен орбитата е „разтеглена“. Терминът ексцентрицитет е образуван от латинските ex – „из“, „от“ и centrum – „център“.
Ексцентрицитетът({\displaystyle e\,\!}) е определен за всички кръгови, елиптични, параболични и хиперболични орбити и има следните стойности:
- за кръгова орбита: {\displaystyle e=0\,\!},
- за елиптична орбита: {\displaystyle 0<e<1\,\!},
- за параболична траектория: {\displaystyle e=1\,\!},
- за хиперболична траектория: {\displaystyle e>1\,\!}.

## Изчисление
Ексцентрицитетът на дадена орбита може да бъде изчислен от орбиталните вектори като величината на вектора на ексцентрицитета.
{\displaystyle e=\left|\mathbf {e} \right|}
където:
- {\displaystyle \mathbf {e} \,\!} е вектора на ексцентрицитета.

За елиптични орбити ексцентрицитетът може да бъде получен от разстоянието от периапсидата до апоапсидата като:
{\displaystyle e={{d_{a}-d_{p}} \over {d_{a}+d_{p}}}=1-{\frac {2}{{\frac {d_{a}}{d_{p}}}+1}}={\frac {2}{{\frac {d_{p}}{d_{a}}}+1}}-1}
където:
- {\displaystyle d_{p}\,\!} е разстоянието на периапсидата,
- {\displaystyle d_{a}\,\!} е разстоянието на апоапсидата.

## Примери
Ексцентрицитетът на орбитата на Земята в съвременната епоха е 0,0167. Под въздействието на другите планети в Слънчевата система той бавно се изменя с времето, варирайки от 0 до почти 0,05
(виж тази графика Архив на оригинала от 2018-01-06 в Wayback Machine.).
Плутон има ексцентрицитет от 0,2488, Меркурий 0,2056 и Луната 0,0554.